# Global Television Network
La Global Television Network, també coneguda com a Global simplement, és un canal de televisió de parla anglesa que emet per a tot Canadà, Quebec inclòs. El grup fou fundat l'any 1974 i està controlat per Cnwest, un conglomerat de mitjans de comunicació. Global és el tercer canal de televisió anglès més important del Canadà, per darrere de la televisió públic CBC Television i la CTV Television Network, que n'és el primer.
Fou llançat cap als anys 1960 després de diverses sol·licituds perquè s'establís una tercera xarxa de televisió a les ciutats més poblades del Canadà. Llavors, un grup d'inversors, liderats per l'Al-Burner i Peter Hill, van fundar l'empresa Global Communications Ltd, que pretenia complir aquesta demanda. Bruner va presentar el seu projecte al servei regional d'Ontario, amb sis canals propis, contingut canadenc i vuit minuts de publicitat local. Així es va aconseguir començar les primeres emissions el 6 de gener del 1974 amb sis emissores locals per a les ciutats d'Ottawa i Toronto. El projecte, però, es va revelar de cop i volt massa costós, fent que s'acumulés dèficit i unes audiències molt baixes. L'any 1975 i amb l'adquisició de Canwest, la situació financera millora. Cap als anys 1980 Canwest es va amb totes les accions de Global i n'esdevé, per tant, el principal propietari.
Els canals de televisió de la Global Television Network emeten els mateixos programes a la mateixa hora, però depenent de la zona horària. La base sobre la qual Global aconsegueix tenir audiències són les sèries estatunidenques i programes d'entreteniment de països estrangers, encara que darrerament han augmentat els continguts canadencs. També hi estaca la seva programació informativa i l'emissió de competicions esportives nord-americanes com la NFL i la Super Bowl.